# 火上锅
火上锅（法語：Pot-au-feu，法語發音：[pɔt‿o fø] ⓘ），又翻譯為燉菜鍋、蔬菜燉牛肉，是一种集合了各種家庭蔬菜和幾塊肉所組成的燉菜，因為其製作方式簡單而且營養均衡而受搭配法國不同阶层人士的欢迎。
大体上以一盘牛肉倒入用蔬菜及香草调味过的清汤，用微火长时间慢炖即可。该道菜有很多不同的变种，故其作法并没有一种“菜谱式”的定式。火上锅常被看做是“具有乡土气息的”但因为其制作需要大量的肉类，所以在旧时也算得上是一笔不小的开销。

## 组成
这一道菜由切块牛肉和蔬菜组成。一道典型的火上锅是这样组成的：
- 牛颊、蹄髈、肩胛骨肉，番鸭或牛颈肉；
- 一块或若干块软骨：牛尾或骨髓骨；
- 蔬菜：胡萝卜、芜菁、韭葱、馬鈴薯、芹菜和洋葱；
- 香料：法国香草束、食盐、黑胡椒和丁香。

## 历史
火上锅这一名称具体的出现时间以及它如何变成了一个菜名而不是其字面意思“火上的锅”已经难以考证。直至1673年，历史记载中都没有出现过这道菜。
曾经，火上锅可以一直不停地炖，新的料会被加入锅裡，与此同时，已丧失精华的料则被剔除出来。今日的房屋已没有了冬天取暖的烟囱，所以这道菜的做法也和一般菜肴没什么不同了。

## 装盘
晚餐时，火上锅的清汤会与烤面包、面糊、米等搭配，被放在一旁作配菜之用。火上锅则与第戎的芥末搭配上菜。（有时也会与小黄瓜、蛋黄酱搭配，但这样的方法在法国比较少见。）

## 相关菜品
- 关东煮
- 红陶锅
- 马德里炖菜
- 扣肉